# Stir It Up (Patti-LaBelle-Lied)
Stir It Up ist ein Lied von Patti LaBelle aus dem Jahr 1985, das von Dan Sembello und Alle Willis geschrieben wurde. Zudem ist es auch Bestandteil des Soundtracks zum Film Beverly Hills Cop – Ich lös’ den Fall auf jeden Fall.

## Geschichte
Stir It Up wurde am 16. Juni 1985 veröffentlicht. Es verfehlte zwar die Top-40 der Charts in den Vereinigten Staaten, schaffte aber Platz fünf in den US-Billboard-Hot-R&B/Hip-Hop-Charts. Darüber hinaus erlangte das Lied Platz 18 der US-Dance-Charts. Die Songwriter gewannen später bei den Grammy Awards 1986 in der Kategorie Bestes Album mit Originalmusik geschrieben für einen Film oder ein Fernsehspecial (Best Album of Original Score Written for a Motion Picture or a Television Special).
Der Song ist nicht mit dem Bob-Marley-Klassiker Stir It Up aus dem Jahr 1973 zu verwechseln.

## Musikvideo
In der Handlung des Musikvideos bietet Patti LaBelle mit einigen Studiomusikern den Song in einem Tonstudio dar. Dabei sieht man auch einige Zwischenszenen; in einer halten sich Leute Radios ans Ohr und in einer anderen tanzen viele Menschen in einer Stadt. Die Stadtaufnahmen wurden in New York gedreht.

## Coverversionen
- 2005: Joss Stone